# 余卫平 (1955年)
余卫平（1955年12月—），1981年7月加入中国共产党，曾任云南铜业集团有限公司副总经理，於任上因涉嫌严重违纪违法被查处。2008年12月29日，因犯有贪污、受贿、挪用公款近1个亿等罪名，被昆明市中级人民法院一审判处死刑，剥夺政治权利终身。宣判后，余卫平不服，以具有重大立功情节、一审量刑畸重、贪污罪不成立，以及已退清全部赃款、判处没收全部财产无法律依据为由，向云南省高级人民法院提出上诉。2009年9月1日，经云南省高级人民法院终审，改判死刑，缓期两年执行。